# Caputxí de Veneçuela
El caputxí de Veneçuela (Cebus brunneus) és una espècie de primat de la família dels cèbids. És endèmic del nord de Veneçuela, on viu a altituds d'entre 100 i 1.400 msnm. Els seus hàbitats naturals són les selves nebuloses, els boscos secundaris, les selves pluvials de plana, els boscos de galeria i els boscos semiperennifolis. Està amenaçat per l'alt grau d'urbanització de la regió que habita, que el 2010 es calculava que perdria el 84% de la seva cobertura forestal en els següents 20 anys. El seu nom específic, brunneus, significa 'bru'.